# 王鸞沖
王鸞沖，原名王玄沖，為避清聖祖名諱改名“鸞沖”。直隸長垣縣人，清初政治人物。

## 生平
順治十一年（1654年）甲午科舉人，順治十六年（1659年）己亥恩科進士。康熙七年（1668年）官湖南衡陽縣知縣。